# Anita Heiss
Anita Marianne Heiss (Sydney, 1968) é uma autora aborígine australiana, poetisa, ativista cultural e comentarista social. Ela é uma defensora da literatura e alfabetização indígena australiana, por meio de sua escrita para adultos e crianças e de sua participação em conselhos e comitês.

## Primeiros anos e educação
Heiss nasceu em Sydney em 1968 e é membro da nação Wiradjuri do centro de Nova Gales do Sul. Sua mãe, Elsie Williams, nasceu em Erambie Mission, Cowra, no país de Wiradjuri, enquanto seu pai, Josef Heiss, nasceu em St Michael in the Lungau, Salzburgo, Áustria.
Heiss estudou no St Clare's College, em Waverley, depois na Universidade de Nova Gales do Sul, onde obteve seu diploma de bacharel em artes em 1989. Depois de ser cadete no Australian International Development Assistance Bureau (mais tarde AusAID) em Canberra, ela voltou para a UNSW para concluir uma graduação em História em 1991. Ela obteve seu PhD em Comunicação e Mídia na Universidade do Oeste de Sydney em 2000, tornando-se a primeira aluna aborígine da universidade a conseguir isso, o que ela considera sua conquista de maior orgulho. Enquanto trabalhava em seu doutorado, Heiss realizou workshops de redação na região regional de New South Wales e também viajou para o Canadá e a Nova Zelândia para fazer pesquisas lá, dando várias palestras enquanto estava no exterior.

## Carreira acadêmica e escritora
Heiss é conhecida como autora, poeta, ativista cultural e comentarista social. Seu trabalho abrange não-ficção, ficção histórica, ficção feminina comercial, poesia, comentários sociais e artigos de viagem.
Depois de obter seu doutorado, Heiss ministrou um curso de Introdução à Austrália Indígena na Universidade do Oeste de Sydney, mas ficou desiludida com a academia e renunciou ao cargo após um ou dois anos, embora mantendo seu papel não remunerado como professora associada adjunta no Badanami Center for Educação Indígena na universidade, cargo que manteve até pelo menos 2011.
Heiss foi pesquisadora, consultora e escritora do site de história dos aborígines Barani, publicado pela primeira vez pela cidade de Sydney em 2001.
Em 2004, ela foi escritora residente na Universidade Macquarie, em Sydney, um cargo de meio período, ao mesmo tempo em que trabalhava em casa escrevendo.
Ela foi vice-diretora do Warawara Department of Indigenous Studies na Universidade Macquarie de 2005 a 2006.
Ela foi professora adjunta na Jumbunna Indigenous House of Learning (agora Jumbunna Institute for Indigenous Education and Research) na Universidade de Tecnologia de Sydney, de 2012 a pelo menos 2014.
Desde 2021, Heiss is Professor of Communications at the Aboriginal and Torres Strait Islander Studies Unit, Universidade de Queensland.

## Outras funções e atividades
Em 1993, Heiss, junto com os escritores Jared Thomas e Kerry Reed-Gilbert (o último também um bom amigo), participou de um workshop de escritores no qual discutiram o germe de uma ideia que se tornaria o First Nations Australia Writers Rede.
De 1998 a 2004, e novamente a partir de 2007, ela fez parte do comitê administrativo da Australian Society of Authors (ASA).
De 2001 a 2003, ela foi Assessora de Comunicações do Conselho de Artes Aborígines e das Ilhas do Estreito de Torres do Conselho de Artes da Austrália.
Heiss foi presidente da Rádio Gadigal/Koori até setembro de 2008.
Ela foi testemunha em Eatock v Bolt, uma decisão de 2011 do Tribunal Federal da Austrália que considerou que dois artigos escritos pelo colunista e comentarista Andrew Bolt e publicados no jornal The Herald Sun violaram a seção 18C da Lei de Discriminação Racial de 1975. Bolt acusou Heiss e outros aborígines de "escolher" sua identidade para benefício pessoal.
Em 2011, Heiss foi membro do conselho da National Aboriginal Sporting Chance Academy e embaixador do Dia da Alfabetização Indígena e do programa Books in Homes. Ela tem sido uma defensora do Centro Nacional de Excelência Indígena, uma empresa social em Sydney. Em 2015, Heiss tornou-se embaixador do Worawa Aboriginal College.
Heiss foi nomeado para o conselho da Biblioteca Estadual de Queensland em 2017. Desde 2021, ela não faz parte do conselho, mas é membro do Indigenous Advisory Group, um grupo consultivo independente do Conselho da Biblioteca.
Heiss é embaixadora da GO Foundation (fundada por Adam Goodes, Michael O'Loughlin e James Gallichan); e o clube de futebol australiano Sydney Swans.
Ela também administra seu próprio negócio de comunicações, a Curringa Communications.

## Prêmios, bolsas e concessões
- 1994/1996/2011 – Writer's Grants do Australia Council for the Arts
- Junho de 1997 – ANZAC Fellowship (Departamento de Assuntos Externos da Nova Zelândia) para a Nova Zelândia para conhecer autores e editores dos povos Maori
- 2002 – Vencedora: NSW Premier's History Award (Audio Visual) para o site Barani: The Aboriginal History of the City of Sydney[22][6]
- 2002 – Shortlist: NSW Premier's History Award (Young People's History) por Who Am I? O diário de Mary Talence, Sydney 1937[4]
- 2003 – Vencedora: Medalha inaugural da Sociedade Australiana de Autores pela contribuição à comunidade e à vida australiana[23][24]
- 2004 – Bolsa de Artes Indígenas de NSW
- 2004 – Nomeada: Prêmio de Contribuição Mais Notável à Literatura[25]
- 2007 – Vencedora: Prêmio de Contribuição Mais Notável à Literatura por Not Meeting Mr Right.[26]
- 2008 – Vencedora: Prêmio de Contribuição Mais Extraordinária para a Literatura, com Peter Minter, para o Macquarie PEN Anthology of Aboriginal Literature[27]
- 2010 – Vencedora: Prêmio de Melhor Contribuição à Literatura por Manhattan Dreaming[28]
- 2011 – Vencedora: Prêmio de Melhor Contribuição à Literatura por Paris Dreaming[29]
- 2012 – Finalista: Human Rights Awards, Media, por Am I Black Enough for You?[30]
- 2012 – Vencedora: Victorian Premier's Literary Award para Escrita Indígena por Am I Black Enough for You?[31]
- 2022 - Vencedora: New South Wales Premier's Literary Awards Indigenous Writers' Prize para Bila Yarrudhanggalangdhuray[32]
- 2022 – Membro da Ordem da Austrália[33]

## Obras publicadas

### Não-ficção
- Am I Black Enough For You? (em inglês). Random House, 2012 ISBN 9781742751924
- Macquarie PEN Anthology of Aboriginal Literature (em inglês) edited Anita Heiss and Peter Minter (Allen & Unwin Sydney 2008) ISBN 978 1 74175 438 4
- Dhuuluu-yala, To Talk Straight: Publishing indigenous literature (em inglês). Aboriginal Studies Press, 2003) ISBN 0-85575-444-3

### Romances
- Bila Yarrudhanggalangdhuray: River of Dreams (em inglês), (2021), Simon & Schuster Australia, ISBN 9781760850449
- Barbed Wire and Cherry Blossoms (em inglês). 2016, Simon & Schuster Australia, ISBN 9781925184846
- Tiddas (em inglês). Simon & Schuster, Australia 2014. ISBN 978 1 92205 2285
- Paris Dreaming (em inglês). Bantam, Australia 2011. ISBN 9781741668933
- Manhattan Dreaming (em inglês). Bantam, Australia 2010. ISBN 978 1 86471 1288
- Avoiding Mr Right (em inglês). Bantam, Australia 2008. ISBN 9781863256049
- Not Meeting Mr. Right (em inglês). Bantam, Australia 2007. ISBN 978-1-86325-511-0

### Literatura infantil
- Who am I? The diary of Mary Talence, Sydney 1937 (em inglês). Scholastic, Australia 2001. ISBN 1-86504-361-3
- Yirra and her deadly dog, Demon (em inglês). ABC Books, 2007. ISBN 978-0-7333-2039-2
- Demon Guards the School Yard (em inglês). OUP / Laguna Bay, Australia 2011) ISBN 9780195572568
- My Australian Story: Our Race for Reconciliation (em inglês). Scholastic, Australia 2017) ISBN 9781760276119
- Koori Princess (em inglês). Magabala Books 2022. ISBN 9781922613158

### Poesia
- Token Koori (em inglês). (Curringa Communications, 1998. ISBN 0-646-35290-3
- I'm Not Racist, But ... (em inglês). Salt, 2007. ISBN 978-1-84471-316-5

### Humor
- Sacred cows (em inglês). Magabala, 1996. ISBN 1-875641-25-4

### Revisor de texto
- Growing up Wiradjuri (em inglês). Magabala Books, 2022. ISBN 1922613746
- Growing Up Aboriginal In Australia (em inglês). Black Inc, 2018. ISBN 9781863959810
- Life in Gadigal Country (em inglês). Gadigal Information Service, 2002. ISBN 0 9580923 0 3
- Stories without End (em inglês). Halstead Press, Australia, 2002. ISBN 1875684956